# غرانت غرين جونيور
غرانت غرين جونيور (بالإنجليزية: Grant Green, Jr.)‏ هو عازف قيثارة جاز وعازف جاز أمريكي، ولد في 1955.

## وصلات خارجية
- غرانت غرين جونيور على موقع ميوزك برينز (الإنجليزية)
- غرانت غرين جونيور على موقع ديسكوغز (الإنجليزية)